# Biblioteka Młodych (seria międzywydawnicza)
Biblioteka Młodych – międzywydawnicza polska seria książek młodzieżowych z lat 70. i 80. XX wieku. Wydawano w niej poczytne i wartościowe pozycje napisane w okresie PRL – beletrystykę i reportaże. Seria była adresowana do młodzieży w wieku 12–15 lat.
Nazwa serii jest umowna, formalnie książki nie miały nadanej wspólnej nazwy, zdarzały się różne określenia, np. „Biblioteka dla dzieci starszych i młodzieży”.
Nakłady książek wynosiły w granicach 50–150 tys. egz. Łącznie w latach 1973–1987 w serii ukazały się 122 pozycje w sumarycznym nakładzie 8,6 mln egz., co daje jej trzecie miejsce pod względem nakładów wśród serii dziecięco-młodzieżowych w całym okresie PRL-u.
Książki wydawano w różnych oficynach, jak: Nasza Księgarnia (koordynator serii), Spółdzielnia Wydawnicza „Czytelnik”, Młodzieżowa Agencja Wydawnicza, Wydawnictwo Harcerskie Horyzonty, Wydawnictwo Poznańskie, Wydawnictwo Lubelskie, Ludowa Spółdzielnia Wydawnicza, Wydawnictwo „Śląsk” i Iskry, Wydawnictwo MON.

## Historia
Seria, zainicjowana z okazji 30-lecia PRL, była projektem międzywydawniczym, zainicjowanym przez Naczelny Zarząd Wydawnictw w 1972.  Wspólna notka wstępna informowała, że książki „zostały napisane w Ludowej Polsce”.

## Oprawa graficzna
Książki w tej serii wydawane były z kartonowymi (miękkimi) okładkami bez skrzydełek. Jednolite stylowo kolorowe okładki projektował m.in. Zbigniew Rychlicki. Wzornictwo tytułów, napisanych trójwymiarowymi literami, układ typograficzny, były zasługą Józefa Worytkiewicza. Część tytułów miała okładki pokryte folią ochronną. Format: pomiędzy A5 i A6. Na tylnej stronie okładki umieszczona była notka o twórczości autora wraz ze zdjęciem. Poszczególne tytuły zilustrowali znani plastycy, m.in.: Bohdan Butenko, Jerzy Flisak, Janusz Grabiański, Wiesław Majchrzak, Bożena Truchanowska, Stanisław Rozwadowski, Ewa Salamon, Teresa Wilbik,
Bogdan Zieleniec, Krystyna Ziołowska.
Elżbieta Jamróz-Stolarska pisze, że książki ukazujące się w serii były przykładem słabego poziomu edytorskiego – były wydawane w broszurowej oprawie, na słabym papierze, klejone w bloku, przez co szybko się rozpadały, tekst bywał rozmazany, a marginesy nierówne. Z czasem jakość jeszcze bardziej się pogarszała, np. okładki przestały być laminowane, a książki miały różne wymiary.

## Wykaz publikacji (wybór)
1. A jednak radość (Wydawnictwo Poznańskie 1976; Janina Barbara Górkiewiczowa)
2. Alarm pod Andami (Wydawnictwo Poznańskie 1974; Maciej Kuczyński)
3. Chłopiec na polnej drodze (Nasza Księgarnia 1970; Stanisława Platówna)
4. Chłopiec z Salskich Stepów (Czytelnik 1974, 1979; Igor Newerly)
5. Ci z Dziesiątego Tysiąca (Nasza Księgarnia 1973, 1982; Jerzy Broszkiewicz)
6. Cień Montezumy (Ludowa Spółdzielnia Wydawnicza 1974, 1982; Bolesław Mrówczyński)
7. Córki (Iskry 1979; Hanna Muszyńska-Hoffmannowa)
8. Czarne sombrero (Wydawnictwo Śląsk 1977; Adam Bahdaj; ilustracje Jerzy Moskal)
9. Diossos (Nasza Księgarnia 1973; Witold Makowiecki)
10. Długi deszczowy tydzień (Nasza Księgarnia 1977; Jerzy Broszkiewicz)
11. Do przerwy 0:1 (Nasza Księgarnia 1975; Adam Bahdaj)
12. Dujawica (Nasza Księgarnia 1975; Maria Kann)
13. Dziewczyna i chłopak, czyli heca na 14 fajerek (Nasza Księgarnia 1974; Hanna Ożogowska)
14. Dzikus, czyli wyjęty spod prawa (Czytelnik 1976; Wanda Żółkiewska)
15. Fotoplastykon (Wydawnictwo Harcerskie Horyzonty 1974; Krystyna Siesicka)
16. Głowa na tranzystorach (Nasza Księgarnia 1976; Hanna Ożogowska; ilustracje Gwidon Miklaszewski)
17. Godzina pąsowej róży (Iskry 1976, Maria Krüger)
18. Gorycz sławy (Wydawnictwo Lubelskie 1977; Marian Bielicki)
19. Góra czterech wiatrów (Nasza Księgarnia 1977; Maria Kann)
20. Gruby (Nasza Księgarnia 1975; Aleksander Minkowski)
21. Grunwaldzkie miecze (Ludowa Spółdzielnia Wydawnicza 1974; Włodzimierz Bart)
22. I ty zostaniesz Indianinem (Nasza Księgarnia 1974; Wiktor Woroszylski)
23. Katastrofa (Wydawnictwo Poznańskie 1976; Maciej Kuczyński)
24. Kiedy się to zaczyna. Wybór opowiadań (Wydawnictwo Harcerskie Horyzonty 1974; Krystyna Siesicka)
25. Kochana rodzinka i ja (tom II) (Nasza Księgarnia 1976; Natalia Rolleczek)
26. Koniec wakacji (Nasza Księgarnia 1973; Janusz Domagalik)
27. Kredą na tablicy (Czytelnik 1976; różni autorzy)
28. Księga strachów (Wydawnictwo Poznańskie 1976; Zbigniew Nienacki)
29. Księżniczka i chłopcy (Młodzieżowa Agencja Wydawnicza 1977; Janusz Domagalik)
30. Kuba znad Morza Emskiego (Nasza Księgarnia 1977; Natalia Rolleczek)
31. Mały wzywa kapitana (Wydawnictwo Poznańskie 1972; Stanisława Platówna)
32. Marsz ołowianych żołnierzy (Wydawnictwo Lubelskie 1975; Maciej Słomczyński)
33. Mój księżycowy pech (Nasza Księgarnia 1976; Jerzy Broszkiewicz)
34. Niewiarygodne przygody Marka Piegusa (Wydawnictwo Poznańskie 1974; Edmund Niziurski)
35. Odwaga (Wydawnictwo Poznańskie 1977; Nora Szczepańska)
36. Ognisko w dżungli (Nasza Księgarnia 1976; Wojciech Żukrowski)
37. Okręt w herbie (Wydawnictwo Poznańskie 1977; Franciszek Fenikowski)
38. Opowieści wojenne (Wydawnictwo Ministerstwa Obrony Narodowej 1973; Janina Broniewska)
39. ORP „Orzeł” zaginął (Nasza Księgarnia 1975, Stanisław Biskupski)
40. Pan Samochodzik i templariusze (Nasza Księgarnia 1974; Zbigniew Nienacki)
41. Pan Samochodzik i zagadki Fromborka (Nasza Księgarnia 1977; Zbigniew Nienacki)
42. Pilot gwiaździstego znaku (Iskry 1974; Janusz Meissner)
43. Piraci z Wysp Śpiewających (Nasza Księgarnia 1980; Adam Bahdaj)
44. Plama na Złotej Puszczy (Ludowa Spółdzielnia Wydawnicza 1974; Bolesław Mrówczyński; w tej pozycji notka wstępna ma tytuł: Biblioteka młodzieżowa XXX-lecia)
45. Po kocich łbach (Nasza Księgarnia 1978; Jerzy Szczygieł)
46. Po słonecznej stronie (Nasza Księgarnia 1976; Mira Jaworczakowa)
47. Pokolenie Teresy (Nasza Księgarnia 1974; Elżbieta Jackiewiczowa)
48. Przesławna peregrynacja Tomasza Wolskiego (Nasza Księgarnia 1978; Tadeusz Łopalewski)
49. Przygody Meliklesa Greka (Nasza Księgarnia 1974; Witold Makowiecki)
50. Rozalka Olaboga (Nasza Księgarnia 1974; Anna Kamieńska)
51. Rozbójnik pana Potockiego (Nasza Księgarnia 1978; Lucyna Sieciechowiczowa)
52. Siostra z Wisły Maria Elzelia (Nasza Księgarnia 1977; Helena Boguszewska)
53. Słoneczniki (Ludowa Spółdzielnia Wydawnicza 1980; Halina Snopkiewicz)
54. Sposób na Alcybiadesa (Czytelnik 1974; Edmund Niziurski)
55. Sprzysiężenie czarnej wydry (Wydawnictwo Poznańskie 1973; Nora Szczepańska)
56. Szaleństwa panny Ewy  (Wydawnictwo Lubelskie 1974; Kornel Makuszyński)
57. Szesnaste lato Hanki (Nasza Księgarnia 1974; Janina Górkiewiczowa)
58. Szukaj wiatru w polu (Nasza Księgarnia 1978; Maria Ziółkowska)
59. Ścieżki przez dżunglę (Horyzonty 1976; Monika Warneńska)
60. Śladami Stasia i Nel, Z panem Biegankiem w Abisynii (Nasza Księgarnia 1974; Marian Brandys)
61. Ślady białego księżyca (Nasza Księgarnia 1974; Stanisław Kowalewski)
62. Ślady rysich pazurów (Czytelnik 1974; Wanda Żółkiewska)
63. Tabliczka marzenia (Nasza Księgarnia 1973; Halina Snopkiewicz)
64. Tajemnice szóstego kontynentu (Czytelnik 1977; Alina i Czesław Centkiewiczowie)
65. Tajemnicza wyprawa Tomka (Wydawnictwo „Śląsk” 1973; Alfred Szklarski)
66. Trójkolorowa kokarda (Wydawnictwo Poznańskie 1976; Jadwiga Chamiec)
67. Tumbo z Przylądka Dobrej Nadziei (Nasza Księgarnia 1974; Alina i Czesław Centkiewiczowie)
68. Trzy diamenty (Iskry 1978; Janusz Meissner)
69. Trzynasty występek (Wydawnictwo Harcerskie Horyzonty 1976; Edmund Niziurski)
70. Tydzień do siódmej potęgi (Czytelnik 1977; Kazimierz Koźniewski)
71. Ucho od śledzia (Nasza Księgarnia 1976; Hanna Ożogowska)
72. Uczniowie Spartakusa (Ludowa Spółdzielnia Wydawnicza 1978; Halina Rudnicka; ilustracje Szymon Kobyliński)
73. W cztery oczy (Wydawnictwo Harcerskie Horyzonty 1975; Maria Dańkowska)
74. W Wiergułowej dziedzinie (Wydawnictwo „Śląsk” 1976, Gustaw Morcinek)
75. Wakacje z duchami (Nasza Księgarnia 1975; Adam Bahdaj)
76. Wichura i czciny (Wydawnictwo Poznańskie 1975; Irena Krzywicka)
77. Wiele dróg (Wydawnictwo Harcerskie Horyzonty 1975; Maryta Czermińska, Janusz Domagalik, Jerzy Kulik, Jan Kurczab, Aleksander Minkowski, Janusz Nasfeter, Edmund Niziurski, Krystyna Siesicka, Irena Zajączkiewicz-Dudkowa, Tadeusz Zimecki, Wanda Żółkiewska)
78. Wszystko inaczej (Nasza Księgarnia 1976; Irena Jurgielewiczowa)
79. Wyspa Robinsona (Wydawnictwo Poznańskie 1975; Arkady Fiedler)
80. Z rybałtami po Mazowszu (Wydawnictwo Lubelskie 1978, Czesława Niemyska-Rączaszkowa)
81. Zapałka na zakręcie (Ludowa Spółdzielnia Wydawnicza 1974; Krystyna Siesicka)
82. Zbójeckie dukaty (Nasza Księgarnia 1979; Konstanty Stecki)
83. Ziemia bez słońca (Nasza Księgarnia 1976; Jerzy Szczygieł)
84. Ziemia słonych skał (Czytelnik 1974; Sat-Okh)
85. Złote korony księcia Dardanów (Wydawnictwo „Śląsk” 1975; Eugeniusz Paukszta)
86. Znajomą ścieżką (Nasza Księgarnia 1977; Teodor Goździkiewicz)
87. Zorro, załóż okulary (Nasza Księgarnia 1975; Marta Tomaszewska)
88. Żołnierze i żołnierzyki (Nasza Księgarnia 1978; Anna Kamieńska)
89. Życie za życie (Wydawnictwo Lubelskie 1979; Zofia Chądzyńska)
90. Życzę ci dobrej drogi (Wydawnictwo Harcerskie Horyzonty 1973; Janusz Domagalik, Elżbieta Jackiewiczowa, Aleksander Minkowski, Janusz Nasfeter, Edmund Niziurski, Hanna Ożogowska, Klementyna Sołonowicz-Olbrychska, Wanda Żółkiewska)